# ATP Buenos Aires 1973 - Doppio
Il doppio del torneo di tennis ATP Buenos Aires 1973, facente parte della categoria Grand Prix, ha avuto come vincitori Ricardo Cano e Guillermo Vilas che hanno battuto in finale Patricio Cornejo e Iván Molina con il punteggio di 7–6, 6–3

## Tabellone

### Legenda
| - Q = Qualificato - WC = Wild card - LL = Lucky loser | - ALT = Alternate - SE = Special Exempt - PR = Protected Ranking | - w/o = Walkover - r = Ritirato - d = Squalificato |

### Finale
|  | Finale                       |                              |                              |   |   |  |
|  |                              |                              |                              |   |   |  |
|  | Ricardo Cano Guillermo Vilas | Ricardo Cano Guillermo Vilas | Ricardo Cano Guillermo Vilas | 7 | 6 |  |
|  | Patricio Cornejo Iván Molina | Patricio Cornejo Iván Molina | Patricio Cornejo Iván Molina | 6 | 3 |  |